# Ота
 Тази статия е за града в Япония.  За града в Норвегия вижте Ота (Норвегия).  За японския футболист вижте Косуке Ота.
Ота (на японски: 太田市) е град в префектура Гунма, централна Япония. Населението му е около 222 000 души (2019).
Разположен е на 47 метра надморска височина в равнината Канто, на 7 километра югозападно от Асикага и на 53 километра северозападно от Сайтама. Селището възниква през XIX век около пощенска станция, през Междувоенния период се развива като център на самолетостроенето, а след Втората световна война – на автомобилната промишленост. В града се намира централата и основните производствени мощности на автомобилната компания „Субару“.